# 1948
Het jaar 1948 is een jaartal volgens de christelijke jaartelling.

## Gebeurtenissen
januari
- 1 - De douane-overeenkomst van de Benelux treedt in werking.
- 1 - In Suriname wordt de poenale sanctie officieel afgeschaft.
- 1 - De Britse Spoorwegen worden genationaliseerd.
- 4 - Onafhankelijkheid van Birma.
- 24 - (Nederland) - De politieke partij VVD wordt opgericht.
- 26 - Sadamichi Hirasawa pleegt een overval op een bank in Tokio waarbij 12 bankbedienden met cyaankali vermoord worden.
- 27 - Een Japanse veerboot loopt voor de kust van Japan op een mijn uit de Tweede Wereldoorlog. Hierbij komen 235 opvarenden om het leven.
- 30 - Moord op Mahatma Gandhi.

- Bioscoopjournaal uit januari 1948 over de voorrangsregels.
- Bioscoopjournaal uit januari 1948. Zilveren priesterjublieum van pater Henri de Greeve; Pater Henri de Greeve spreekt regelmatig voor de KRO-microfoon in de rubriek "Het Lichtbaken". Tgv zijn zilveren priesterjubileum komt minister Sassen hem in Haarlem opzoeken.

februari
- 4 - Onafhankelijkheid van Ceylon.
- 8 - Busongeval te Weerst in de Belgische provincie Luik. Er zijn 24 doden te betreuren.
- 20 - Communistische, door de Sovjet-Unie gesteunde, staatsgreep in Tsjecho-Slowakije, de Praagse Coup.
- 25 - Een van de sprekers bij de herdenking van de Februaristaking in Amsterdam, de sociaaldemocraat Ko Suurhoff, vergelijkt de praktijken in nazi-Duitsland met de Stalin-terreur in de jaren 1930 in de Sovjet-Unie. De Communistische Partij van Nederland is furieus.
- 26 - Onthulling van een monument voor de omgekomenen bij de aanleg van de nieuwe Linthorst Homanpolder in Groningen.

maart
- 7 t/m 12 - In Den Haag wordt een rondetafelconferentie gehouden over de toekomst van Suriname en de Nederlandse Antillen. Deze overzeese gebieden zullen binnenlands zelfbestuur krijgen in koninkrijksverband.
- 10 - Tijdens een (zijwaartse) tewaterlating van een kustvaarder in het Winschoterdiep bij de Bodeweswerf kapseist het schip en komt één man om.
- 15 - Voor het eerst wordt de meest prestigieuze culturele prijs in Hongarije uitgereikt, de Kossuth-prijs.
- 17 - Oprichting van het Pact van Brussel door Frankrijk, het Verenigd Koninkrijk, Nederland, België en Luxemburg, als reactie op de communistische machtsovername in Praag. Doel is samenwerking op defensiegebied.
- 17 - In de Amerikaanse staat Californië wordt de Hell's Angels Motorcycle Club opgericht. Leden van het eerste uur zijn vooral ex-soldaten die zich, ontgoocheld als ze zijn, afkeren van de burgerlijke normen en waarden.
- 20 - Vasili Sokolovski, militair bevelhebber over de Russische bezettingszone in Duitsland, stapt uit de Geallieerde Controleraad, waarmee een einde komt aan het gezamenlijk bestuur van de geallieerden over het bezette Duitsland.
- 23 - In Parijs wordt de Citroën 2CV ("Lelijke Eend") ten doop gehouden.
- 27 - België voert het vrouwenkiesrecht in.

- Bioscoopjournaal uit maart 1948. De jaarlijkse Winnertentoonstelling voor honden in het RAI-gebouw in Amsterdam.
- Bioscoopjournaal uit maart 1948. Aan de "Head of the River Amstel", de traditionele jaarlijkse roeiwedstrijd over de Amstel van Ouderkerk naar Amsterdam om het lange afstandskampioenschap van Nederland, wordt dit jaar deelgenomen door Willem III, Nereus, Laga, De Hoop en Het Spaarne. Willem III wint de wedstrijd.
- Bioscoopjournaal uit maart 1948. Op een werf te Woubrugge loopt een haringlogger, de "Huiberdina Gijsbertha" van stapel.

april
- 1 - Gedeeltelijk begin van de Blokkade van Berlijn: Russische toestemming is nodig voor alle vervoer van goederen uit de westerse bezettingszones in Berlijn.
- 7 - Oprichting Wereldgezondheidsorganisatie.
- 9 - Colombiaans presidentskandidaat Jorge Eliécer Gaitán wordt vermoord. Start van bloedige onlusten.
- 13 - Aanval op konvooi Hadassah. Bij de aanslag werden 79 mensen door de Arabische aanvallers gedood, waaronder veel Joodse verpleegsters.
- 19 - In de Ridderzaal te Den Haag brengt een brede vertegenwoordiging van de Nederlandse vrouwen een hulde aan Eleanor Roosevelt. De voorzitter van de Mensenrechtencommissie van de Verenigde Naties is in Nederland voor de ontvangst van een eredoctoraat van de Universiteit Utrecht.
- 19 - Op Curaçao richt  de katholieke politicus Moises Frumencio da Costa Gomez  de Nationale Volkspartij op.
- 22 - De Zionisten in Palestina bezetten Haifa.
- 26 -  Aankomst te Rotterdam van de Noordan, met aan boord de eerste Marshallhulp: 4000 ton Amerikaans graan.

mei
- 1 - In Oost-Europa gaat de Vredeskoers van start. De helft van de deelnemers fietst van Warschau naar Praag, de andere helft in omgekeerde richting.
- 6 - In Den Haag wordt een congres gehouden dat besluit tot Europese eenwording, integratie en politiek.
- 12 - Koningin Wilhelmina maakt bekend dat zij na haar gouden regeringsjubileum zal terugtreden.
- 14 - 15 - In de nacht van 14 op 15 mei, voorafgaand aan het einde van het Brits mandaat over Palestina op 15 mei, wordt in een vergadering van de Jewish Agency for Israel de nieuwe staat Israël uitgeroepen door David Ben-Gurion, waarna de Arabisch-Israëlische Oorlog van 1948 begon. Ben-Gurion werd de eerste premier van Israël.
- 15 - De Al-Nakba, de grote catastrofe voor de Palestijnse bevolking door de stichting van de staat Israël, waarbij zij werden verdreven of vluchtten en waarna terugkeer onmogelijk werd gemaakt.
- 23 - De Vlaamse bokser Cyriel Delannoit onttroont in het Heizelstadion te Brussel voor 20.000 toeschouwers regerend Europees kampioen middengewicht Marcel Cerdan.
- 26 - De parlementsverkiezingen in de Unie van Zuid-Afrika leveren een overwinning op voor de Herenigde Nasionale Party (HNP) van Daniel François Malan en de Afrikanerparty (AP) van Nicolaas Havenga. Beide partijen zijn voorstander van een apartheidspolitiek.
- 28 - Het Arabisch Legioen bezet Oost-Jeruzalem. De bewoners van de joodse wijk worden verjaagd en de synagoges verwoest.
- 28 - Nederland koopt een vliegkampschip in Engeland, de Venerable. Het wordt omgedoopt tot Karel Doorman.

- Bioscoopjournaal uit mei 1948. In het Wagenerstadion te Amstelveen zijn de wereldkampioenschappen dameshockey begonnen. Verslag van de openingswedstrijd: Nederland (witte blouses) wint van Spanje met 5-0.)
- Bioscoopjournaal uit mei 1948. Voetbalwedstrijd Noorwegen - Nederland, eindstand 1-2. Aan Nederlandse kant spelen mee: Joop Stoffelen; Jeu van Bun; Piet Kraak; Rinus Terlouw; Arie de Vroet; Henk Schijvenaar; Cock van der Tuijn; Kees Rijvers; André Roosenburg; Faas Wilkes, Mick Clavan. Nederlandse doelpunten van Clavan en Van der Tuyn.

juni
- 2 - In de gevangenis van Landsberg worden Karl Brandt en zes andere Nazi-artsen opgehangen.
- 7 - De deelnemers aan de zesmogendhedenconferentie in Londen (Verenigde Staten, Verenigd Koninkrijk, Frankrijk en de Benelux), beloven het Duitse volk de gelegenheid te geven een gemeenschappelijke basis te vinden voor een democratische regeringsvorm, teneinde daardoor het herstel mogelijk te maken van de Duitse eenheid.
- 8 - Uit woede over de proclamatie van de Staat Israël vindt in de nacht het Pogrom van Oujda en Jerada in Frans Marokko plaats tegen de joodse inwoners van die steden. Er vallen 42 doden en 150 gewonden. De Joden in Marokko vluchten na deze gruweldaad massaal naar Israël.
- 8 - Ferdinand Porsche voltooit het prototype van de Porsche 356, zijn eerste auto onder eigen naam.
- 10 - Het Deense passagiersschip København loopt in het Kattegat op een mijn uit de Tweede Wereldoorlog en zinkt, waarbij ca 240 mensen het leven verliezen.
- 21 - In de westelijke bezettingszones van Duitsland wordt de Reichsmark vervangen door de D Mark.
- 23 - De Sovjet-Unie kondigt in een reactie een eigen munt aan voor de oostzone, waarop de geallieerden weer verklaren dat deze niet in de westelijke zones zal gelden.
- 22 - De Nederlandse regering schaft de melkdistributie af.
- 24 - De Sovjetmaatregelen worden verscherpt ter beperking van het verkeer tussen West-Berlijn en de rest van Duitsland: Blokkade van Berlijn.
- 26 - Op grote schaal worden door de Amerikanen en later ook door de Britten vliegtuigen ingezet voor een luchtbrug naar de Westerse enclave. (Koude Oorlog).
- 26 - Het Verenigd Koninkrijk sluit zich aan bij de luchtbrug op Berlijn.
- 28 - De leiders van het Kominform, bijeen in Boekarest, stoten de Joegoslavische Communistenbond uit de organisatie. De partij wordt beschuldigd van nationalisme en van trotskisme.
- - In Tukai (Japan) zijn aardspleten, aardverschuivingen en modderuitbarstingen het gevolg van een aardbeving die veel schade aanricht.
- 29 - Opening van de Olympische Spelen in Londen, de eerste Spelen na de Tweede Wereldoorlog

juli
- 1 - Verkeersvliegtuig van de lijn Milaan-Brussel nabij Keerbergen even buiten Brussel neergestort. 8 doden.
- 5 In het Verenigd Koninkrijk treedt de National Health Service in werking: gezondheidszorg komt beschikbaar voor elke Brit.
- 11 - De Amerikaanse Senaat neemt een motie aan van de Republikein Vandenberg en de Democraat Connally die het mogelijk maakt om in vredestijd militaire bondgenootschappen te sluiten.
- 26 - In België wordt vrouwenkiesrecht ingevoerd.
- 30 - In het IG Farbenproces worden twaalf leidinggevenden van het Duitse chemieconcern tot opvallend milde gevangenisstraffen veroordeeld. Elf anderen worden vrijgesproken.

- Bioscoopjournaal uit juli 1948. In Den Haag komen de ministers van Buitenlandse Zaken van Nederland, Groot-Brittannië, België, Frankrijk en Luxemburg bijeen om deel te nemen aan de conferentie van de Consultatieve Raad van de West-Europese Unie.

augustus
- 14 - Sluitingsceremonie van de Olympische Spelen in Londen.
- 15 - In het zuidelijke deel van het Koreaans Schiereiland wordt de Republiek Korea (Zuid-Korea) gesticht.
- 18 - Prinses Juliana opent in de Houtrusthallen te Den Haag de tentoonstelling De Nederlandse Vrouw 1898-1948, georganiseerd ter gelegenheid van het gouden regeringsjubileum van haar moeder.
- 23 - In Amsterdam wordt de Wereldraad van Kerken opgericht.

- Bioscoopjournaal uit augustus 1948. In Amsterdam komen afgevaardigden van diverse kerkgenootschappen bijeen voor de officiële oprichting van de Wereldraad van Kerken. in de Grote Zaal van het Concertgebouw vindt de constituerende vergadering plaats; de afgevaardigden worden toegesproken door de Amerikaan John Foster Dulles.

september
- 4 - Abdicatie van Koningin Wilhelmina.
- 6 - Inhuldiging van Juliana als Koningin der Nederlanden.
- 9 - In het noordelijke deel van het Koreaans Schiereiland wordt de Democratische Volksrepubliek Korea (Noord-Korea) uitgeroepen.
- 13 t/m 17 - Leger en politie van India verdrijven de Nizam van Haiderabad, die zijn vorstendom wil aansluiten bij het islamitische Pakistan.
- 18 - De communistische partij van Indonesië PKI bezet de stad Madiun op Oost-Java. Sukarno stuurt de Siliwangidivisie ernaartoe.
- 28 - De Nederlandse dienstplichtige militair Jan "Poncke" Princen loopt over naar de rebellen ofwel het leger van de Republik Indonesia.

oktober
- 20 - Het K.L.M.-vliegtuig "Nijmegen" verongelukt tijdens een nachtlanding op het Schotse vliegveld Prestwick. Alle 40 inzittenden komen om het leven.
- 30 - Vele niet-communistische landen sluiten een wereldhandelsakkoord om te voorkomen, dat de vooroorlogse rivaliteit en het protectionisme terugkeren.

- Bioscoopjournaal uit oktober 1948. Werelddierendag in Amsterdam. Een grote groep Amsterdamse jongens en meisjes verzamelt zich, mét hun honden, in de open lucht bij een jury van keurmeesters. De honden worden gekeurd.
- Bioscoopjournaal uit oktober 1948. In de duinen bij Den Haag houdt de Haagse Luchtvaartclub internationale wedstrijden met modelvliegtuigen.

november
- 1 november - Dr. H. J. van Mook wordt op zijn verzoek ontslagen als Gouverneur-generaal van Nederlands-Indië. In zijn plaats wordt Dr. L. J. M. Beel benoemd tot Hoge Vertegenwoordiger van de Kroon.
- 5 - Installatie te Soerabaja van een gekozen gemeenteraad, de eerste van Java.
- 30 - Friedrich Ebert jr. wordt door de Russische bezettingsmacht geïnstalleerd als burgemeester van Oost-Berlijn.

- Bioscoopjournaal uit november 1948. Fashion-week in Amsterdam. In het Carlton-hotel showen mannequins voorjaarscreaties van de Nederlandse confectie-industrie.
- Bioscoopjournaal uit november 1948. De Nederlandse regering zendt een commissie van drie naar Nederlands-Indië, bestaande uit oud-minister L. Neher en de ministers Sassen (Overzeese Gebiedsdelen) en Stikker (Buitenlandse Zaken). De commissie gaat proberen te bemiddelen in het conflict tussen Nederland en de Indonesische Republiek van Soekarno.

december
- 1 - President José Figueres Ferrer schaft het leger van Costa Rica af.
- 1 - Piet Roozenburg behaalt zijn eerste wereldtitel dammen.
- 9 – in Parijs wordt het genocideverdrag ondertekend.
- 10 - Goedkeuring van de Universele verklaring van de rechten van de mens door de Algemene Vergadering van de Verenigde Naties, in het Palais de Chaillot te Parijs.
- 11 - Resolutie 194 Algemene Vergadering Verenigde Naties teneinde het Palestijnse probleem op te lossen.
- 11 - De liberale partijen in de verschillende Duitse bezettingszones worden samengebracht in de Freie Demokratische Partei met Theodor Heuss als voorzitter.
- 15 - Beijing valt in handen van de communistisch Chinese troepen.
- 15 - De Britse prins Charles, zoon van kroonprinses Elizabeth, wordt gedoopt door de aartsbisschop van Canterbury.
- 23 - De Japanse oud-premier Hideki Tojo, ter dood veroordeeld wegens oorlogsmisdaden, wordt in Tokio opgehangen.
- 25 - De laatste Russische troepen verlaten Noord-Korea.
- 30 - Succesvolle première van de musical "Kiss me Kate" , van Cole Porter.

- Bioscoopjournaal uit december 1948. In Eindhoven werkt een aantal Philips-werknemers op zaterdagmiddag aan de bouw van een eigen woning.

zonder datum
- Otis Barton bereikt met een bathysfeer een diepte van 1360 meter.

## Muziek

### Premières
- 8 januari: Symfonie nr. 6 van Vagn Holmboe
- 13 januari: Benjamin Brittens bewerking van Henry Purcells Chaconne in g mineur
- 19 januari: Kamerconcert nr. 7 voor hobo en kamerorkest van Vagn Holmboe
- 26 januari: Twee kinderliedjes van Witold Lutosławski
- 1 april: Symfonie nr. 1 van Witold Lutosławski, te beluisteren op de radio; 6 april eerste publieke uitvoering
- 2 april: Symfonie nr. 4 van Karl Amadeus Hartmann
- 13 juni: Frank Bridges There is a willow grows aslant a brook wordt uitgevoerd in een bewerking van Benjamin Britten, tijdens Brittens eigen Aldeburgh Festival
- 30 juni: de film Oliver Twist van David Lean met muziek van Arnold Bax is voor het eerst te zien
- 12 juli: Symfonie nr. 3 van Vagn Holmboe
- 2 september: Serenade in G majeur van Ernest John Moeran
- 4 november: Een overlevende uit Warschau van Arnold Schönberg
- 12 december: McKonkey's Ferry van George Antheil
- 26 december: Ode ter nagedachtenis aan Vladimir Iljitsj Lenin van Aram Chatsjatoerjan
- 31 december: Symfonie nr. 5 van George Antheil

## Beeldende kunst

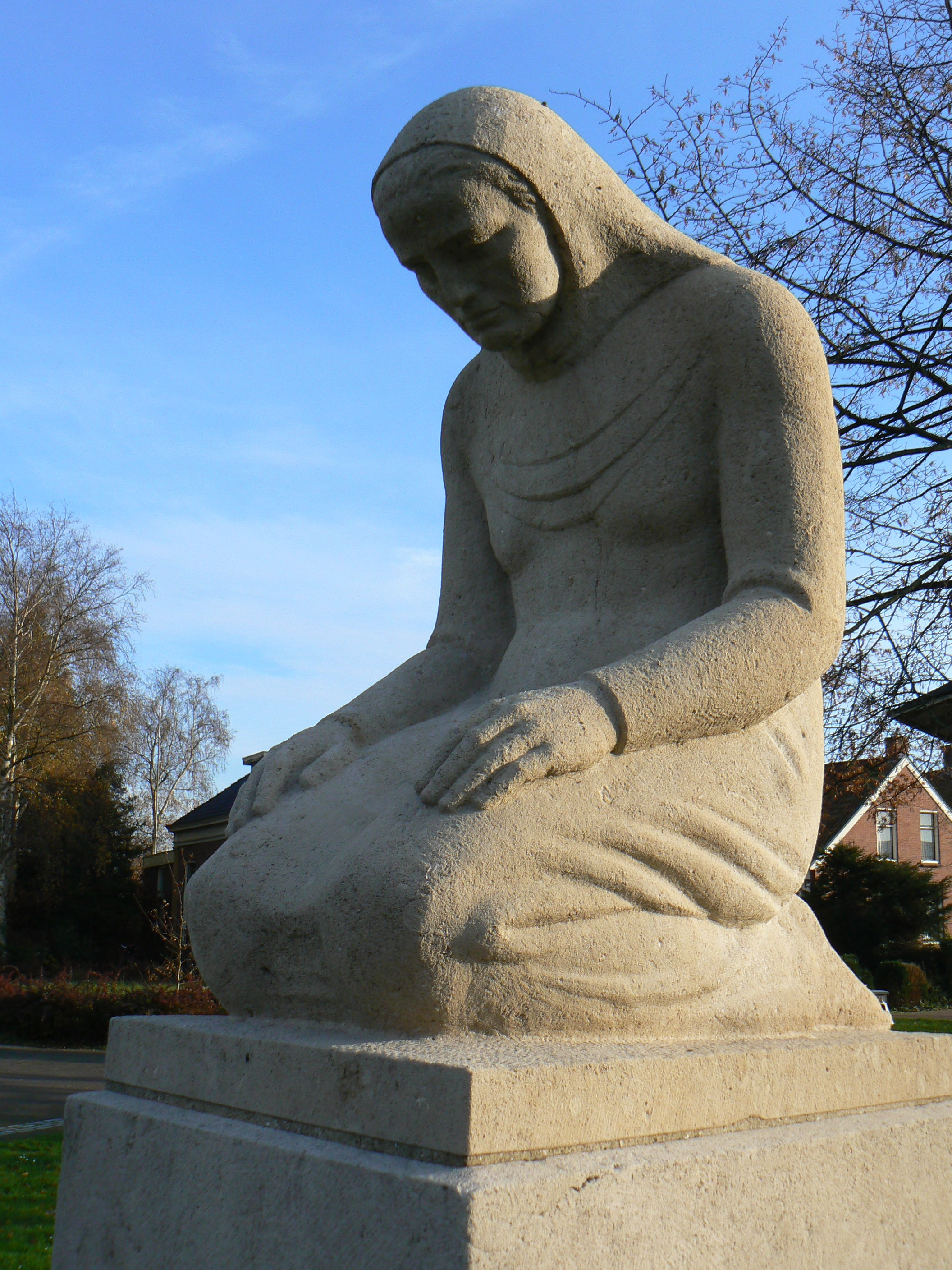
Oorlogsmonument (1948) Hans Reicher, Bad Nieuweschans
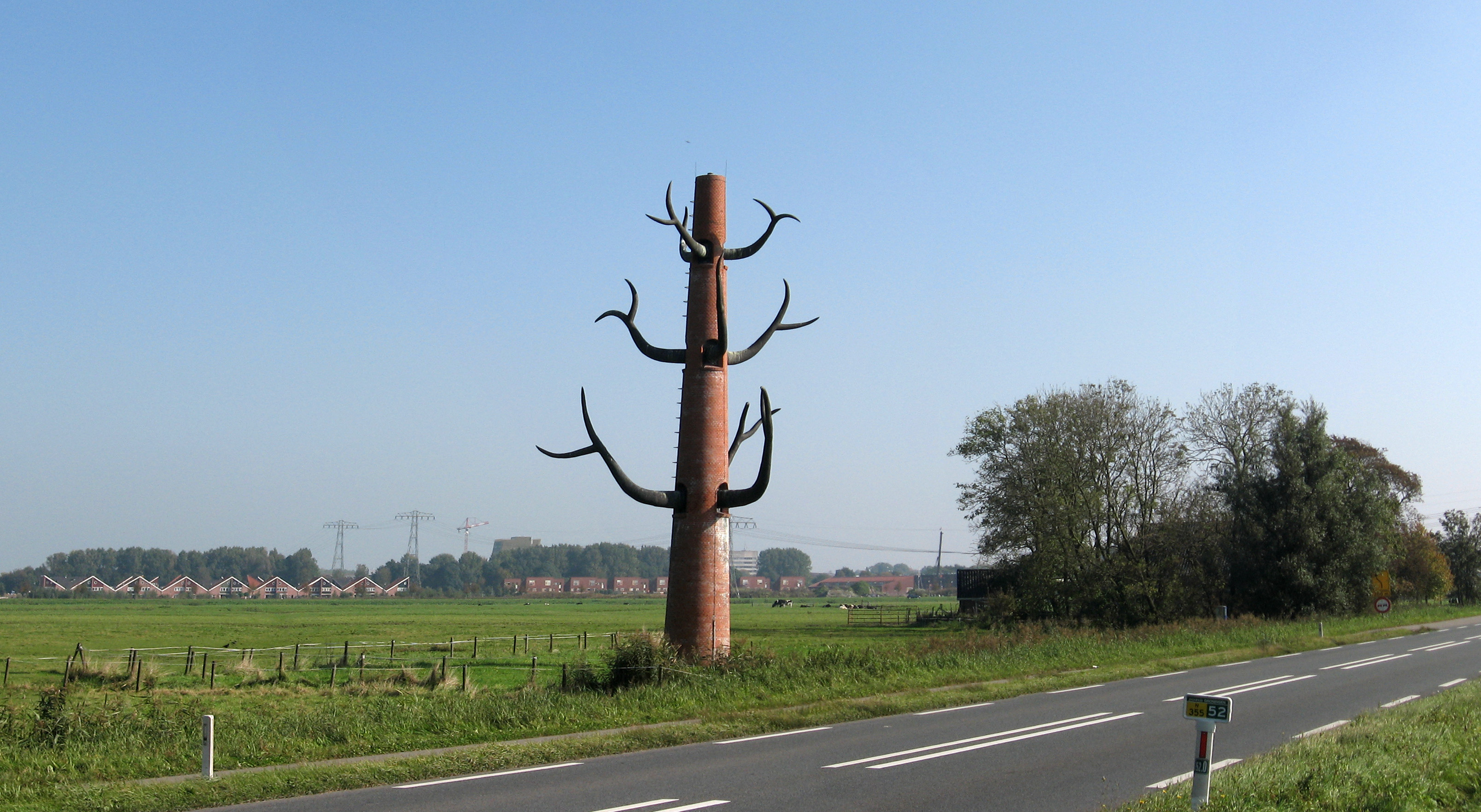
Stadsmarkering Groningen (1948) Thom Puckey

## Bouwkunst

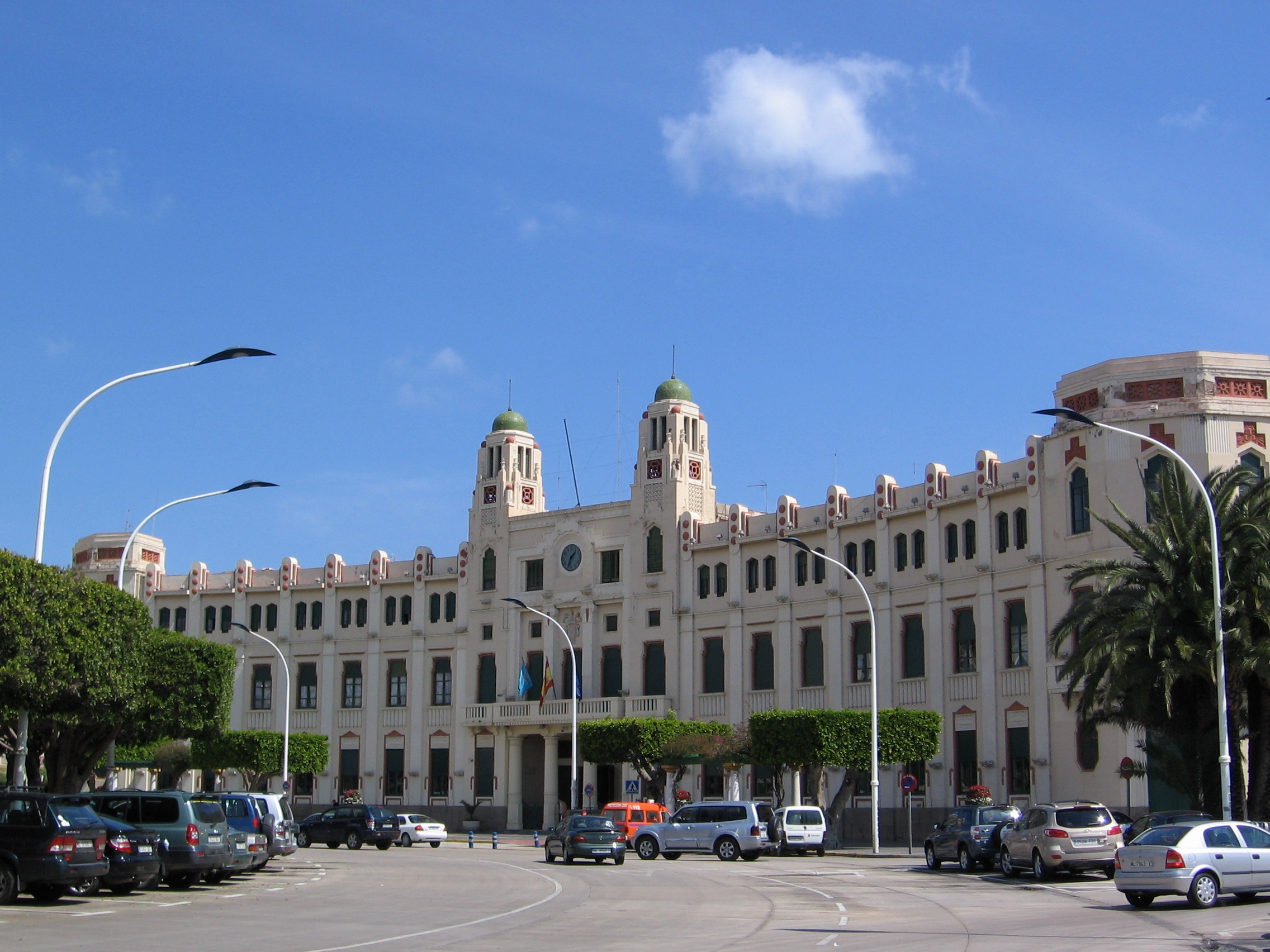
Stadhuis Melilla, Spanje (1948) Enrique Nieto

## Weerextremen in België
- januari: Januari met hoogste gemiddelde windsnelheid: 5,7 m/s (normaal 4 m/s).
- 5 maart: Maximumtemperatuur tot 18,1 °C in Ukkel en 21,4 °C in Rochefort.
- 17 juli: In 30 dagen 278 mm neerslag in Maredsous (Anhée), tussen 18 juni en 17 juli.
- 28 november: Temperatuurcontrast: 15,2 °C op de Baraque Michel (Jalhay) op de hoogplateaus en - 9,2 °C in Rochefort in een vallei.
- december: December met hoogste zonneschijnduur : 114 uur (normaal 52 uur).

Bron: KMI Gegevens Ukkel 1901-2003  met aanvullingen 